# Chimarra pulla
Chimarra pulla is een schietmot uit de familie Philopotamidae. De soort komt voor in het Oriëntaals gebied.